# Pörsten
Pörsten ist eine zum Ortsteil Rippach der Stadt Lützen im Burgenlandkreis in Sachsen-Anhalt gehörige Ortschaft.

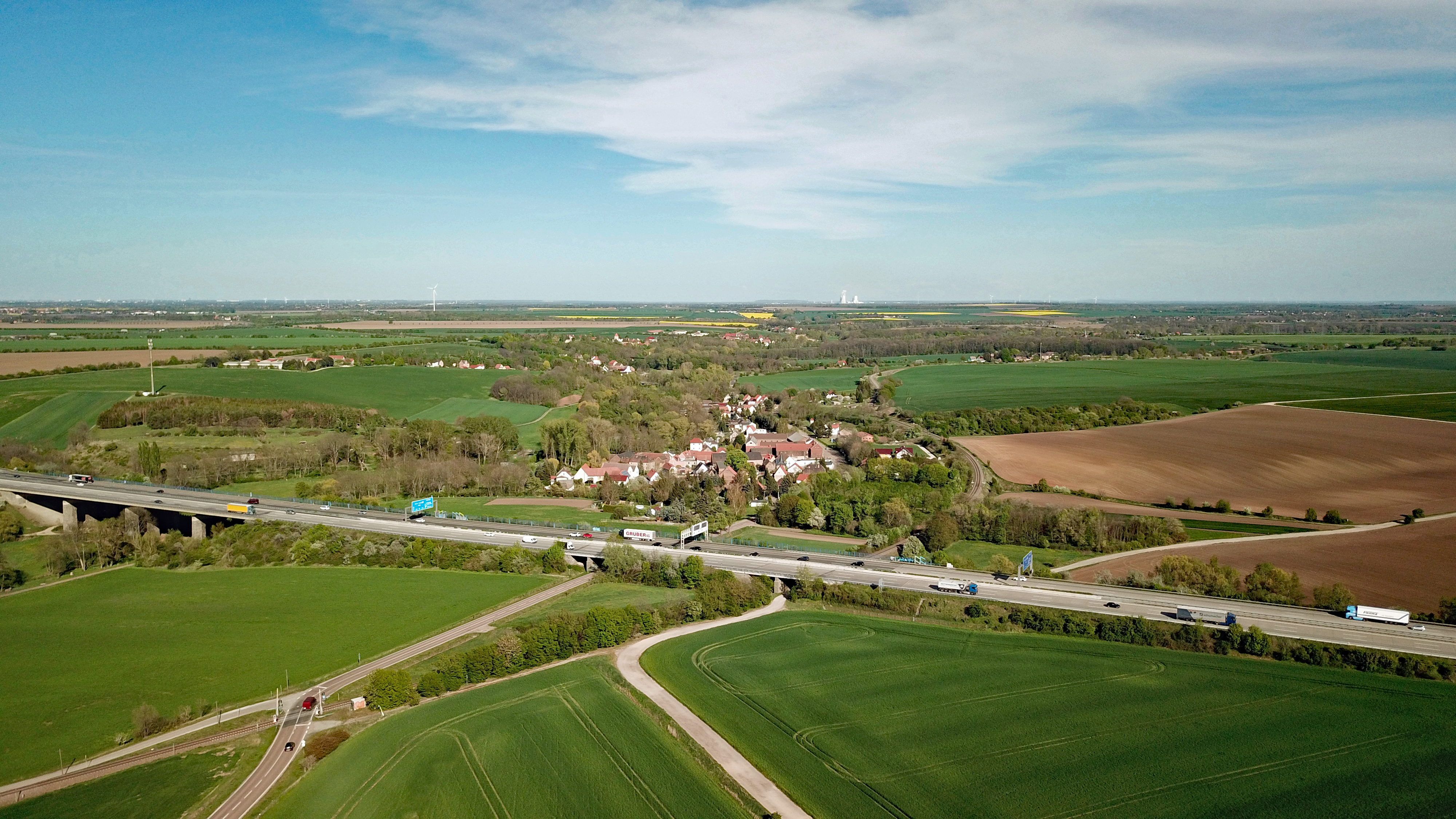
Luftbild von Pörsten mit Autobahn 9

## Geografie

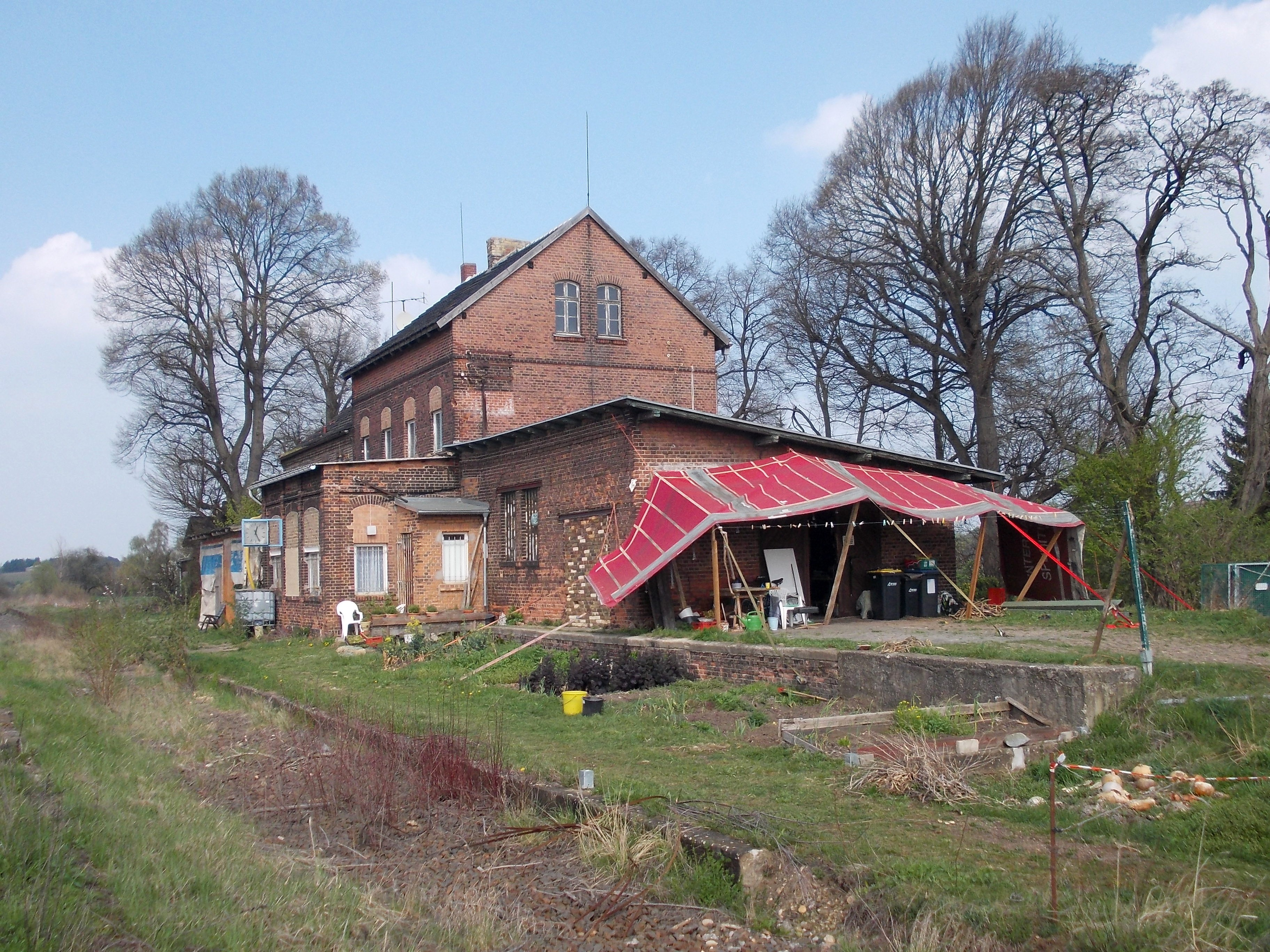
Stillgelegter Bahnhof Pörsten (Zustand 2014)

Pörsten liegt südwestlich von Lützen zwischen Leipzig und Weißenfels. Umgeben ist die Ortschaft von umfangreichen landwirtschaftlichen Nutzflächen. Durch den Ort fließt der Rippach, östlich schließt der Hauptort Rippach an.
Unmittelbar westlich von Pörsten führt die A 9 vorbei.
Über Pörsten führte die Bahnstrecke Großkorbetha–Deuben. Sie ist seit 1999 ohne Personenverkehr und wird noch für Kohletransporte aus dem Braunkohlerevier Profen von Wählitz nach Korbetha für das Kraftwerk Schkopau benutzt.
Die Bahnstrecke Leipzig-Plagwitz–Pörsten über Lützen ist seit 1998 stillgelegt und wurde 2005 demontiert.

## Geschichte
Pörsten wurde erstmals 1096 erwähnt. Der Name ist altsorbischer Herkunft und bedeutet Siedlung auf lockerer Erde.
1815 war Pörsten gemeinsam mit Rippach bis 1815 eine Exklave des kursächsischen Amts Pegau. Durch die Beschlüsse des Wiener Kongresses kamen Pörsten und Rippach zum Königreich Preußen und wurden 1816 dem Landkreis Weißenfels im Regierungsbezirk Merseburg der Provinz Sachsen zugeteilt.
Am 1. Juli 1950 schlossen sich Rippach, Groß-, Kleingöhren und Pörsten zur Gemeinde Rippach zusammen. Bei der zweiten Kreisreform in der DDR kam der Ort am 25. Juli 1952 zum Kreis Weißenfels im Bezirk Halle, der 1994 zum vergrößerten Landkreis Weißenfels und 2007 zum Burgenlandkreis kam.
Am 1. Januar 2010 schlossen sich die bis dahin selbstständigen Gemeinden Rippach, Muschwitz, Poserna, Großgörschen und Starsiedel mit der Stadt Lützen zur neuen Stadt Lützen zusammen.

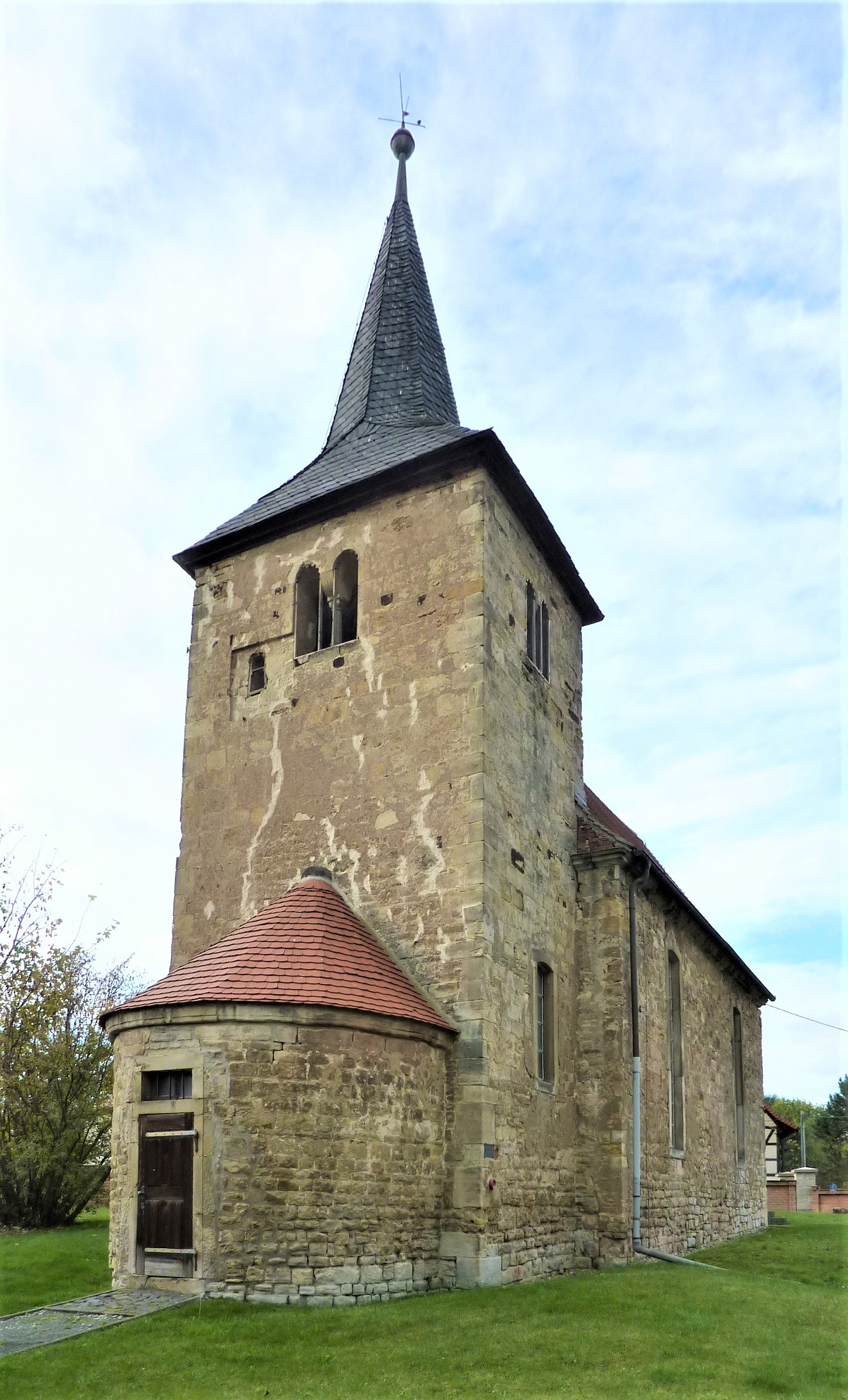
Dorfkirche Pörsten

## Sehenswürdigkeiten
- Romanische Kirche mit Chorturm
- Turm am Bahnhof

## Persönlichkeiten
- Hans Tielecke (1909–1979), Biologe, wirkte einige Zeit in der Biologischen Zentralanstalt für Land- und Forstwirtschaft in Pörsten.